# Jarczów
Jarczów è un comune rurale polacco del distretto di Tomaszów Lubelski, nel voivodato di Lublino.
Ricopre una superficie di 107,5 km² e nel 2004 contava 3 688 abitanti.